# Cesare Milani
Cesare Milani, född 4 januari 1905 i Livorno, död 21 juni 1956, var en italiensk roddare.
Milani blev olympisk silvermedaljör i åtta med styrman vid sommarspelen 1936 i Berlin.